# Waterloo (New South Wales)
Waterloo is een binnenstedelijke buitenwijk van Sydney in de Australische deelstaat New South Wales.
Waterloo ligt drie kilometer ten zuiden van Sydney en maakt deel uit van het lokale bestuurlijke gebied van de stad. De buitenwijk wordt omringd door de Redfern en Darlington in het noorden, Eveleigh en Alexandria in het westen, Rosebery in het zuiden en Moore Park, Zetland en Kensington in het oosten. De benaming van Waterloo is afkomstig van de Slag bij Waterloo, een plaats en gemeente die in België gelegen is.